# Église orthodoxe Saint-Nicolas de Tallinn
L'église orthodoxe Saint-Nicolas (estonien : Tallinna Nikolai kirik) est une église orthodoxe du quartier Vanalinn à Tallinn en Estonie. 

## Histoire
Conçue par Luigi Rusca, l'église a été construite entre 1822 et 1827. 
L'église est caractérisée principalement par le classicisme.
L'église est choisie comme l'un des monuments culturels estoniens, à la fois monument architectural et monument historique.
L'église Saint-Nicolas a été construite entre 1822 et 1827 sur le site de l'église des marchands russes,  selon les plans achevés en 1807 par l'architecte de Saint-Pétersbourg Luigi Rusca (et) (1762 –1822).
Les intérieurs, à l'origine classiques, de l'église ont été partiellement remaniés au XIXe siècle.
Le 19 décembre 2012, jour du souvenir de Saint-Nicolas, archevêque de Myre de Lycie, les paroissiens ont célébré le 185ème anniversaire de la consécration de l'église Saint-Nicolas.

## Iconostase
Une iconostase en trois parties occupe une place importante à l'intérieur de l'église. 
Pour l'essentiel, l'ancienne iconostase, créée en 1685-1686 pour les tsars Pierre Ier le Grand et Ivan V par les maîtres du Palais des Armures de Moscou, a été conservée. 
La majeure partie se trouve dans l'autel du côté sud, quelques icônes également dans l'autel du côté nord. Les fondateurs de l'iconostase étaient le peintre d'icônes Sergei Vassiliev Rojkov et le charpentier Avvakum Sergeyev. L'iconostase a été réalisée à Pskov et achevée en 1686. Au total, l'iconostase comptait 45 icônes distinctes, dont 12 ont été détruites à ce jour et deux n'ont pas été exposées.

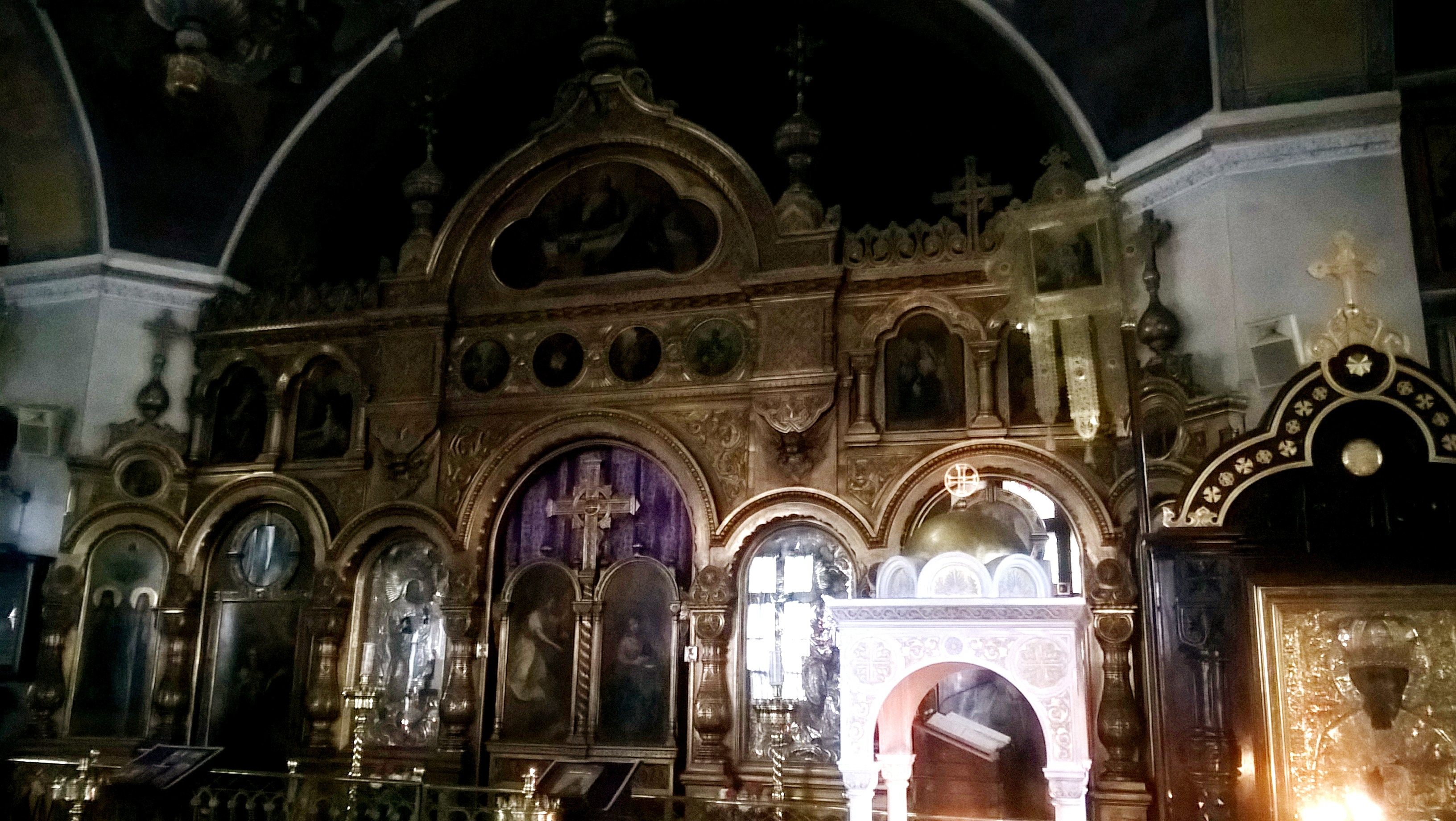

## Galerie

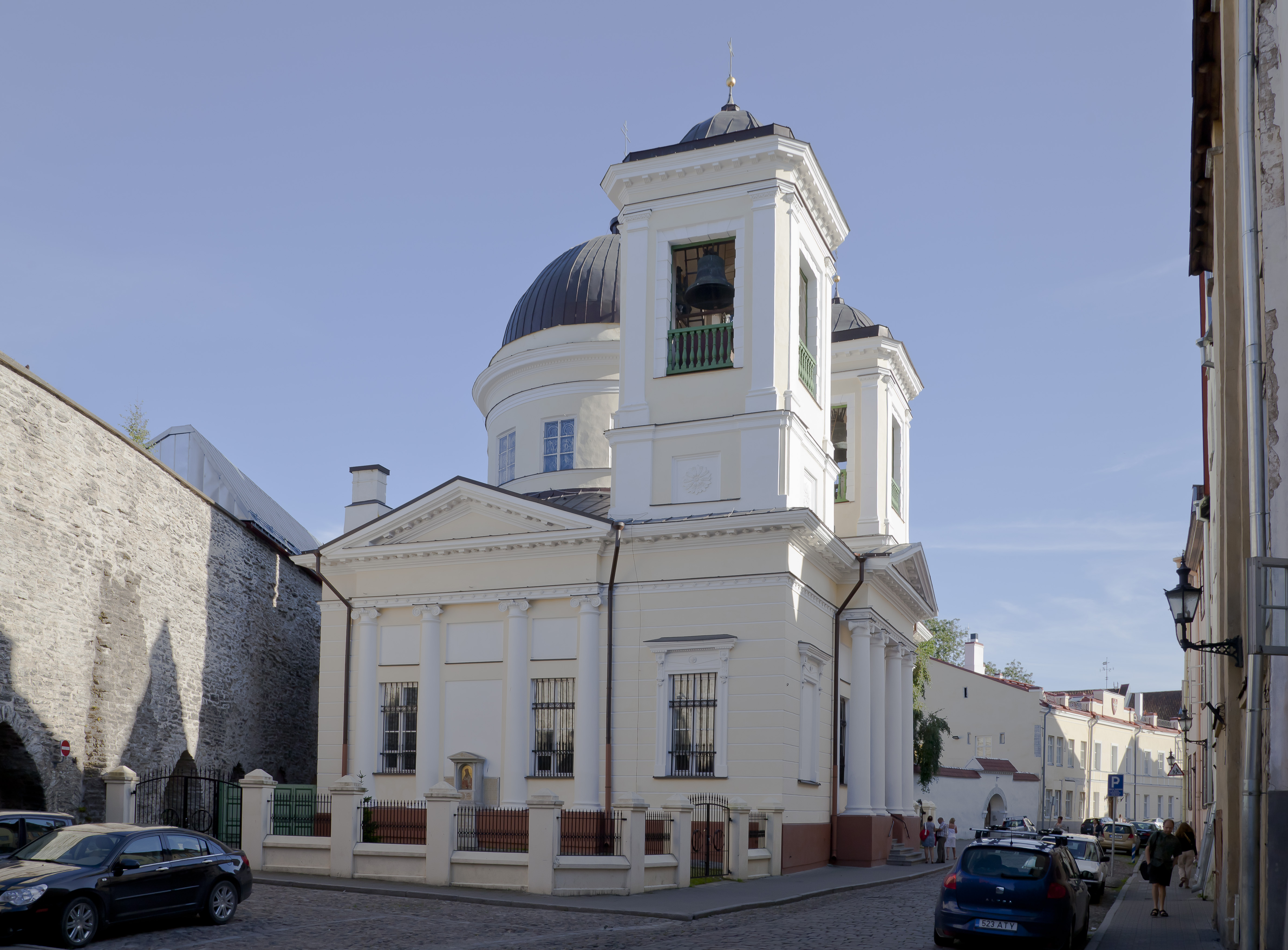
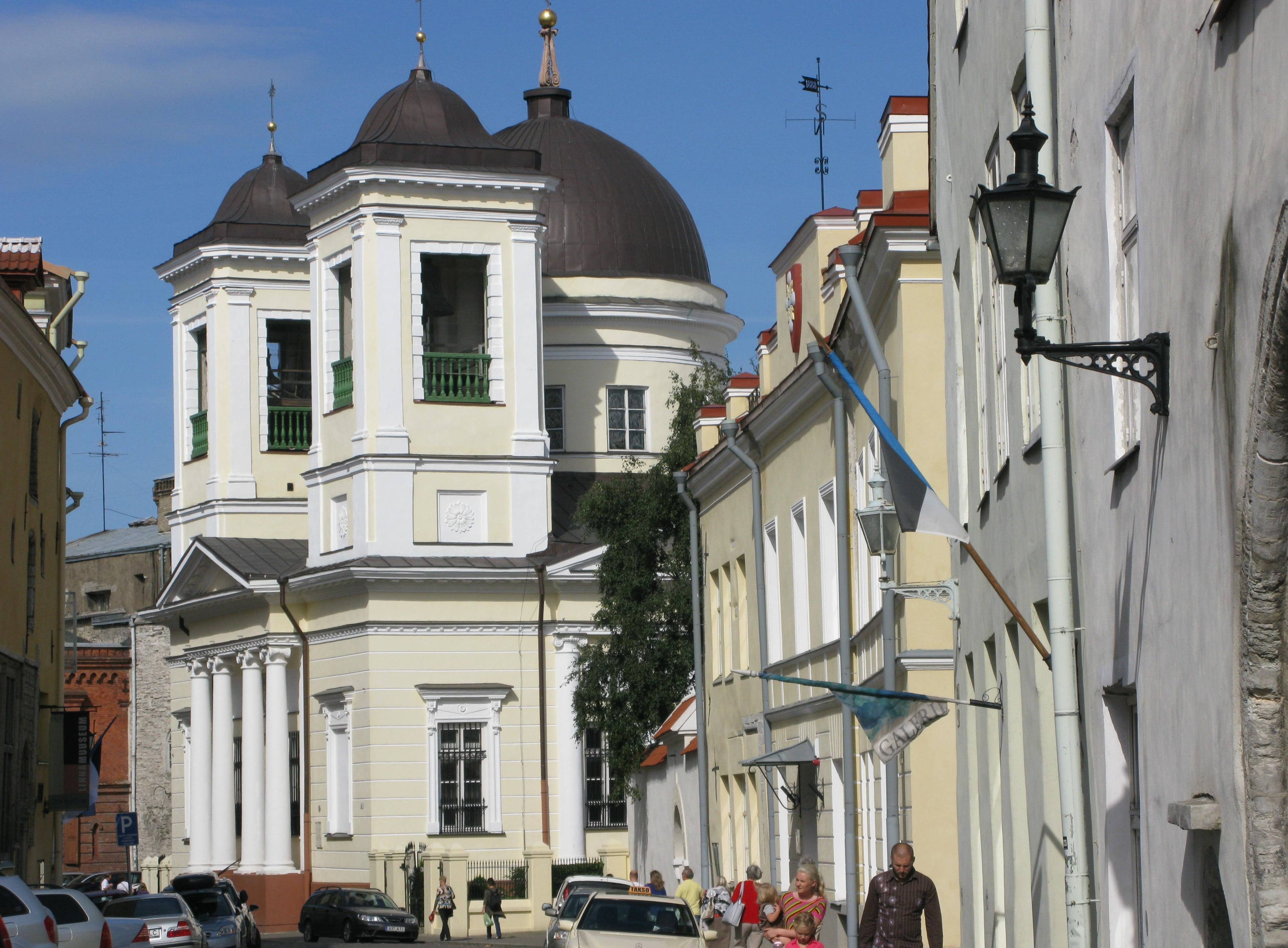